# Jácome María Spínola
Jácome María Spinola y Lomellini (n. Génova – Madrid, octubre 1663), fue un aristócrata y banquero italiano perteneciente a la Casa de Spínola, afincado en España, donde se tituló IV conde de Pezuela de las Torres.

## Biografía
Hijo de Giovanni Luca Spinola (1583-1670) y de Battina Lomellini (+1668), hija de Gianotto Lomellini, Dux de Génova (1571-1573) y de Violante Pinelli Ardimento. Hermano de Jácome fue también Giambattista Spinola (1615-1704), un importante cardenal, arzobispo y camarlengo italiano.
Se trasladó a España para gestionar la fortuna dejada por el banquero real Bartolomé Spínola Pinelo (m. 1644), I conde de Pezuela de las Torres. Al morir sin descendencia su sobrino Pablo Spinola en 1647, lo heredó Giovanni Luca, quien fundó un mayorazgo con ello a favor de Jácome, por lo que pasó a ser conde de Pezuela de las Torres el 23 de febrero de 1649. Además, le vendió la tesorería general de la Media Annata, y fue nombrado caballero de la Orden de Santiago. Desde su llegada, aparte de solucionar los problemas de la fortuna de Bartolomé, fue factor real, principalmente en el préstamo a la Tesorería General de Madrid. En 1654 fundó junto a su padre y su hermano Juan Domingo una compañía de negocios para actuar desde Madrid.
Contrajo matrimonio con Francisca María Pallavicini y Ramírez de Haro (n. Madrid, 1628), y fueron padres de Juana María Spínola y Pallavicini, V condesa de Pezuela de las Torres, mujer de Pedro José de Guzmán-Dávalos, I marqués de la Mina (1681), gobernador y capitán general de Panamá (1690-1695).